# Élections législatives en Colombie
Les élections législatives en Colombie permettent d'élire les représentants siégeant au Sénat, au Congrès et au Parlement andin.
Elles permettent de désigner :
- Les Sénateurs, par circonscription nationale.
- Les membres de la Chambre des représentants, par circonscription départementale.
- Les représentants de la Colombie dans le Parlement andin.

## Élections législatives
| Entre 1958 et 1990 | Entre 1958 et 1990 |
| ------------------ | ------------------ |
| 1958               |                    |
| 1960               |                    |
| 1962               |                    |
| 1964               |                    |
| 1966               |                    |
| 1968               |                    |
| 1970               |                    |
| 1974               |                    |
| 1978               |                    |
| 1982               |                    |
| 1986               |                    |
| 1990               |                    |

| À partir de 1991 | À partir de 1991 |
| ---------------- | ---------------- |
| 1991             |                  |
| 1994             |                  |
| 1998             |                  |
| 2002             |                  |
| 2006             |                  |
| 2010             |                  |
| 2014             |                  |
| 2018             |                  |